# روبرت آدي
روبرت آدي (بالإنجليزية: Robert Addie)‏ هو ممثل بريطاني، ولد في 10 فبراير 1960 في لندن في المملكة المتحدة، وتوفي في 20 نوفمبر 2003 في شلتنهام في المملكة المتحدة بسبب سرطان الرئة.

## أعمال

### أفلام
- (1999) مريم - والدة يسوع
- (2001) ألفة[6]

## وصلات خارجية
- روبرت آدي على موقع IMDb (الإنجليزية)
- روبرت آدي على موقع ألو سيني (الفرنسية)
- روبرت آدي على موقع أول موفي (الإنجليزية)
- روبرت آدي على موقع قاعدة بيانات الأفلام السويدية (السويدية)
- روبرت آدي على موقع قاعدة بيانات الفيلم (الإنجليزية)
- روبرت آدي على موقع كينوبويسك (الروسية)